# Linha B do Metrô de Medellín
A Linha B: San Antonio ↔ San Javier é uma das linhas em operação do Metrô de Medellín, inaugurada no dia 28 de fevereiro de 1996. Estende-se por cerca de 5,5 km. A cor distintiva da linha é o laranja.
Possui um total de 7 estações em operação, das quais 1 é superficial e 6 são elevadas. A Estação San Antonio possibilita integração com a Linha A do Metrô de Medellín e com a Tranvía de Ayacucho, enquanto que a Estação San Javier possibilita integração com a Linha J do Metrocable de Medellín.
A linha, operada pela Empresa de Transporte Masivo del Valle de Aburrá Limitada (ETMVA), possui capacidade para transportar até 13.100 passageiros por hora em cada sentido. Atende somente o município de Medellín, situado na Região Metropolitana do Vale do Aburrá.

## Estações
| Nome         | Inauguração             | Município | Integração | Posição    | Latitude      | Longitude     |
| ------------ | ----------------------- | --------- | ---------- | ---------- | ------------- | ------------- |
| San Antonio  | 28 de fevereiro de 1996 | Medellín  |            | Elevada    | 06° 14' 50" N | 75° 34' 11" O |
| Cisneros     | 28 de fevereiro de 1996 | Medellín  |            | Elevada    | 06° 14' 57" N | 75° 34' 31" O |
| Suramericana | 28 de fevereiro de 1996 | Medellín  | -          | Elevada    | 06° 15' 11" N | 75° 34' 59" O |
| Estadio      | 28 de fevereiro de 1996 | Medellín  | -          | Elevada    | 06° 15' 12" N | 75° 35' 18" O |
| Floresta     | 28 de fevereiro de 1996 | Medellín  | -          | Elevada    | 06° 15' 31" N | 75° 35' 52" O |
| Santa Lucía  | 28 de fevereiro de 1996 | Medellín  | -          | Elevada    | 06° 15' 29" N | 75° 36' 14" O |
| San Javier   | 28 de fevereiro de 1996 | Medellín  |            | Superfície | 06° 15' 25" N | 75° 36' 50" O |